# Blücherster
De Blücherster was een Pruisische onderscheiding.

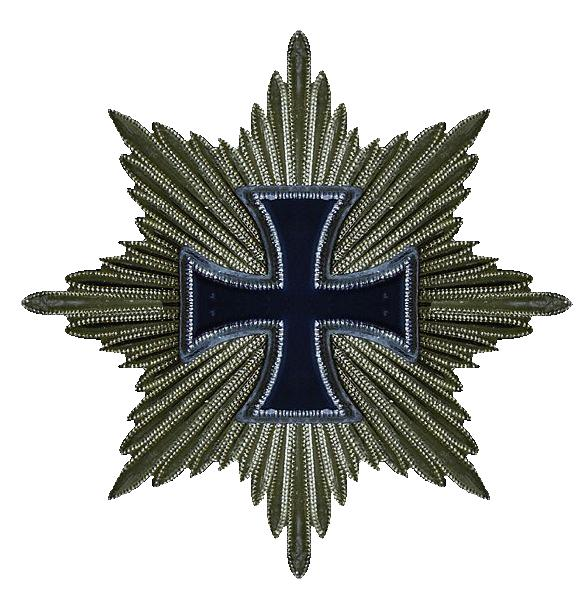
Een reconstructie van de ster

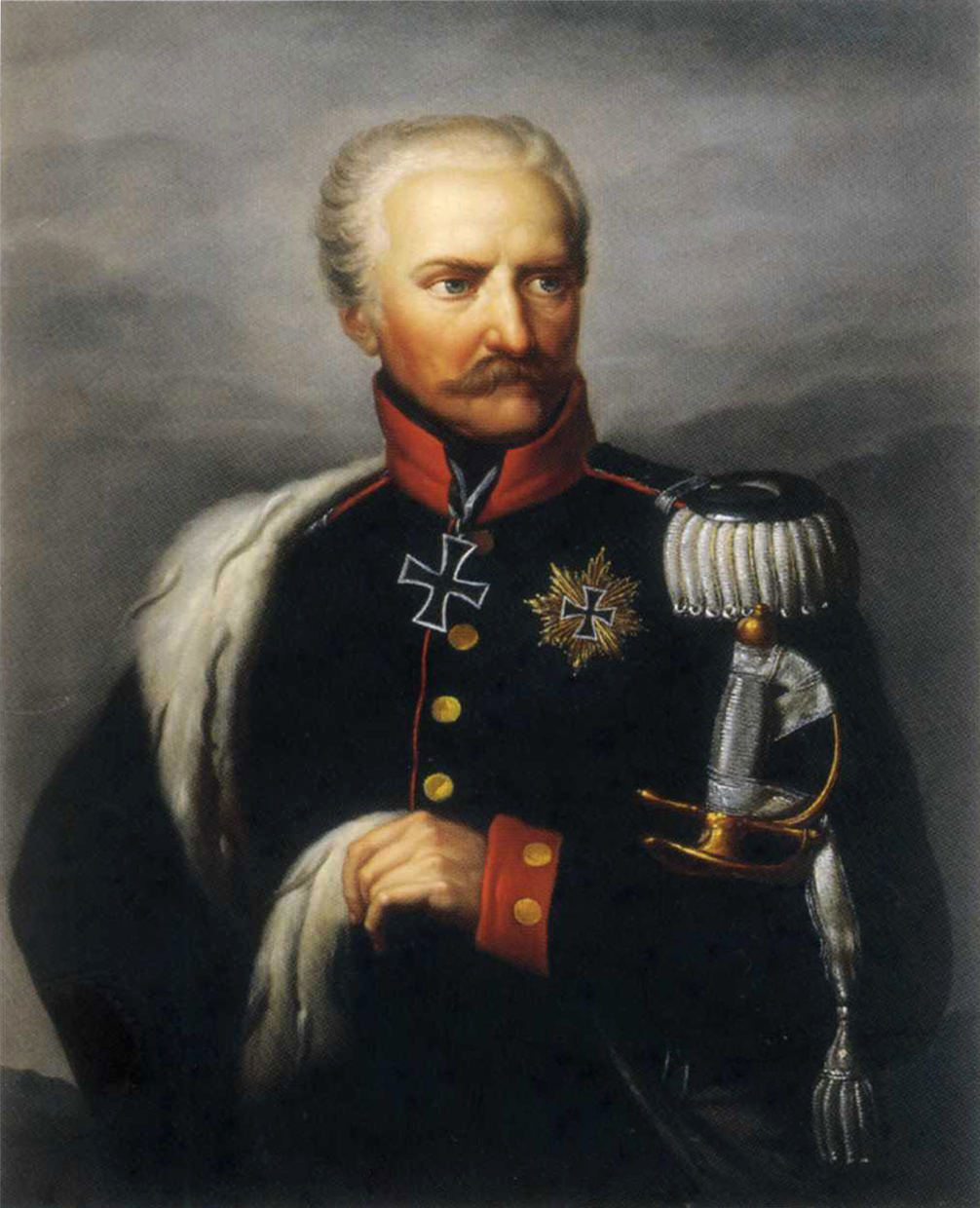
Blücher met Grootkruis en Blücherster

Voor de Pruisische Generaal-Veldmaarschalk Gebhard Leberecht von Blücher werd in 1815, na zijn ingrijpen in de Slag bij Waterloo, een bijzondere ster vervaardigd. Er was niet voorzien in een ster bij het IJzeren Kruis maar Blücher bezat het Grootkruis van het IJzeren Kruis al en hij was al gedecoreerd met de hoogste Pruisische orden.
De ster werd op de linkerborst gedragen. De Veldmaarschalk droeg na het ontvangst van deze ster niet langer zijn vele andere Pruisische en geallieerde onderscheidingen. 
De unieke ster is in 1820, een jaar na de dood van Blücher, bij een brand op Slot Krieblowitz verloren gegaan.

## De ster
De Pruisische Koning heeft de ster met achtpuntige ster met gouden stralen en in het midden een IJzeren Kruis van het model 1813 bij een Berlijnse juwelier besteld. Het kruis is van ijzer in een zilveren zetting. De kruisen werden in de "Königlich Preußischen Eisengießerei" uit teruggewonnen ijzer uit buitgemaakte wapens gegoten. Er werd opdracht gegeven voor deze ene ster, die daarom de "Blücherster" werd genoemd. Dit uitzonderlijke eerbetoon werd door geen enkele andere Pruisische of geallieerde veldheer gedragen.
Het IJzeren Kruis op de ster is van zwartgemaakt ijzer. De details op de IJzeren Kruisen der IIe Klasse zoals het gekroonde koninklijk monogram, het eikenloof en het jaartal "1813" ontbreken. De ster is helemaal vlak. Dat waren het IJzeren Kruis der Ie Klasse en het Grootkruis ook.
De ster werd vervaardigd in een periode waarin de meeste sterren van ridderorden nog werden geborduurd. Deze geborduurde sterren hadden soms een metalen medaillon. Frankrijk was Pruisen in deze mode voorgegaan, maar in het conservatieve Pruisen hechtte men aan de traditie van de geborduurde sterren van goud- en zilverdraad. Bij een IJzeren Kruis zou dat onpraktisch zijn geweest en daarom werd deze ster van metaal gemaakt. Men herkent de traditie van de geborduurde sterren nog in de randen van de gouden stralen, die faux-borduursel laten zien.
Het IJzeren Kruis was van 1813 tot 1939 geen ridderorde. Het was een onderscheiding en er waren dragers, maar geen ridders of grootkruisen. De term "Großkreuz" laat zich in deze zin dan ook beter vertalen als "Het grote kruis" dan als "Grootkruis" in de zin van een rang of graad binnen een orde. Ook de ster kan niet als een rang binnen een orde worden beschouwd, het is een bijzonder ereteken voor een bijzondere man.

## De twee latere sterren van het IJzeren Kruis
In 1918 werd voor Veldmaarschalk Hindenburg een vergelijkbare ster, deze keer met vergulde zilveren stralen, vervaardigd. Deze ster werd de Hindenburgster genoemd. Ook daarvan is het origineel verloren gegaan. In 1940 liet Hitler een derde ster maken om deze, na de overwinning op Engeland, uit te reiken aan Rijksmaarschalk Hermann Göring. Daarvan is niets gekomen omdat Göring, voor wie ze was bedoeld, faalde in het leiden van de luchtmacht en de Britten en hun geallieerden de oorlog wonnen. Deze derde ster is door de Amerikanen buitgemaakt en berust in het Museum van West-Point. 